# Laila St. Matthew-Daniel
Laila St. Matthew-Daniel (sinh ngày 14 tháng 2 năm 1953 tại Lagos, Nigeria) là một huấn luyện viên điều hành, huấn luyện viên lãnh đạo, diễn giả, tác giả, nhà hoạt động vì quyền phụ nữ và nhà văn. Bà là người sáng lập và Chủ tịch của ACTS Thế hệ GBV, một tổ chức phi chính phủ chống lại bạo lực gia đình và lạm dụng trẻ em ở Nigeria. Bà đã tổ chức nhiều cuộc biểu tình vì quyền của phụ nữ và trẻ em gái, một số trong đó là Vụ thảm sát Buni Yadi tháng 2 năm 2014 và một phần của nhóm khởi xướng tổ chức cuộc biểu tình đầu tiên chống lại nữ sinh Chibok bị Boko Haram bắt cóc. Bà đã tổ chức nhiều hội thảo và hội thảo về sự nhạy cảm để trao quyền cho phụ nữ về các vấn đề tự làm chủ, tự nhận thức và tự thực hiện. môn phái.